# ムラサキニガナ
ムラサキニガナ Paraprenanthes sorosia (Miq.) C. C. Chang ex C. Shih はキク科の草本の1つ。細長い茎が立ち上がり、小さな紫色の頭花は下向きに開花する。

## 特徴
多年生の草本。地下茎があり、時として匍匐茎を伸ばす。茎は高さ70～180cmにまでなる。茎は中空で表面に毛はない。根出葉は花の時期には枯れ、茎の葉だけが残る。茎の下部から出る葉は2.5～7cmの葉柄があり、葉身は羽状に裂け、その先端の裂片、頭羽片だけが特に大きい。ただし葉身が葉柄に流れ込む形となっており、その境界ははっきりしていない。頭羽片は三角形に近い形で先端が突き出している。また葉の縁に浅い鋸歯が並んでいる。より茎の上部から出る葉は小さくて披針形となっている。葉や茎を傷つけると白い乳液が出る。
花期は6～8月。花序は幅の狭い円錐花序の形を取り、多数の頭花をつける。頭花の径は1cmで、濃赤紫色をしており、下向きに開花する。総苞は長さ1cmほどで細長くて紫色をしている。痩果は長さ3～3.5mmで黒く、細い肋がある。冠毛は白い。
和名は紫色の花をつけるニガナの意味である。

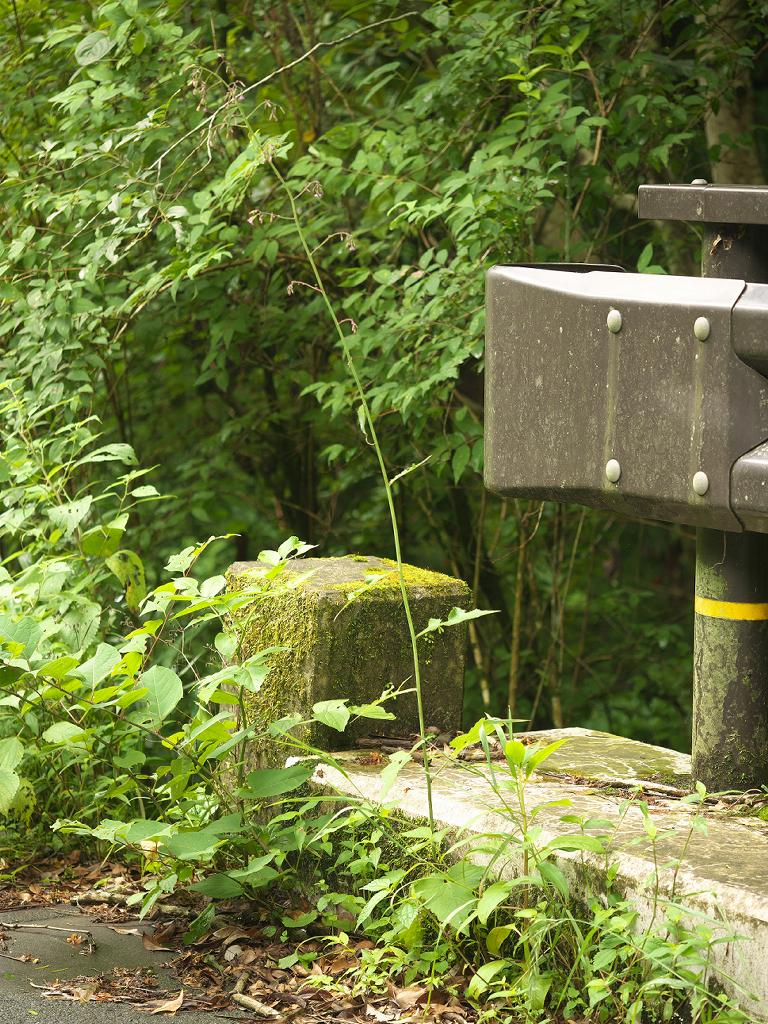
全体の姿
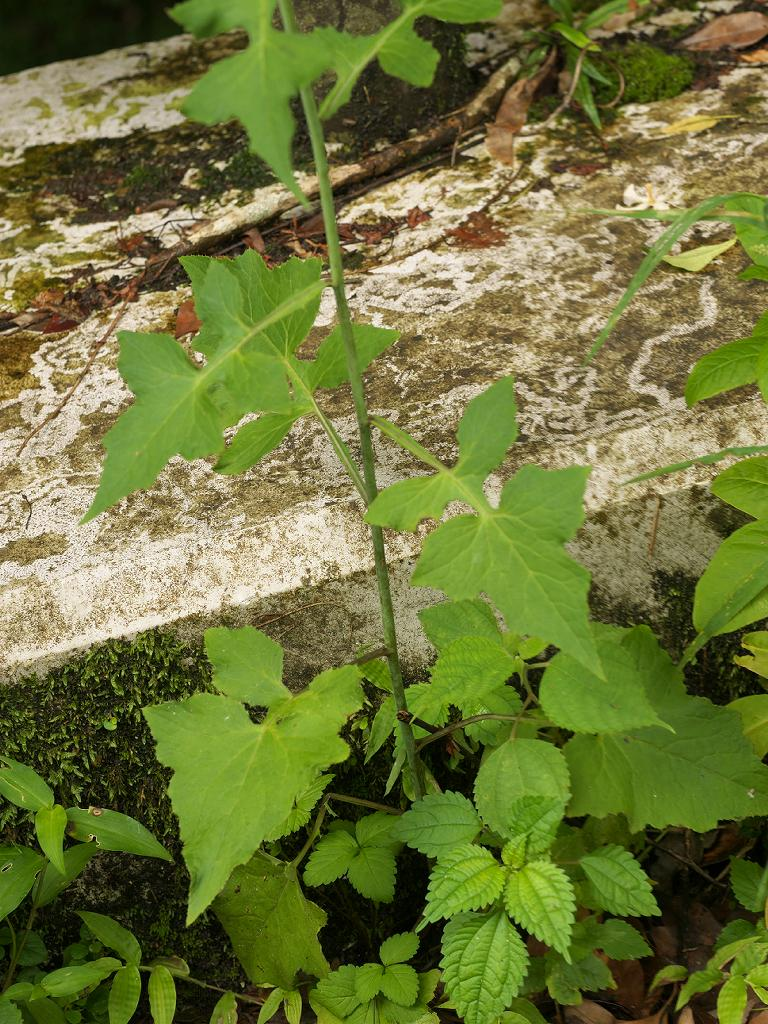
茎の下部の葉
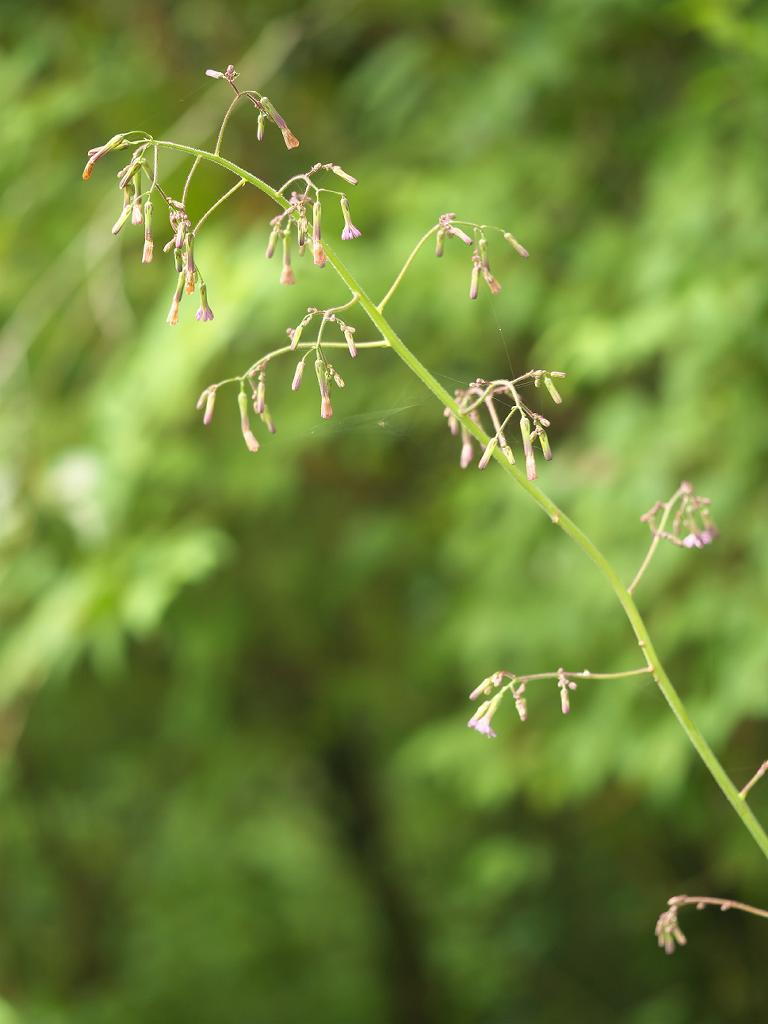
花序の様子
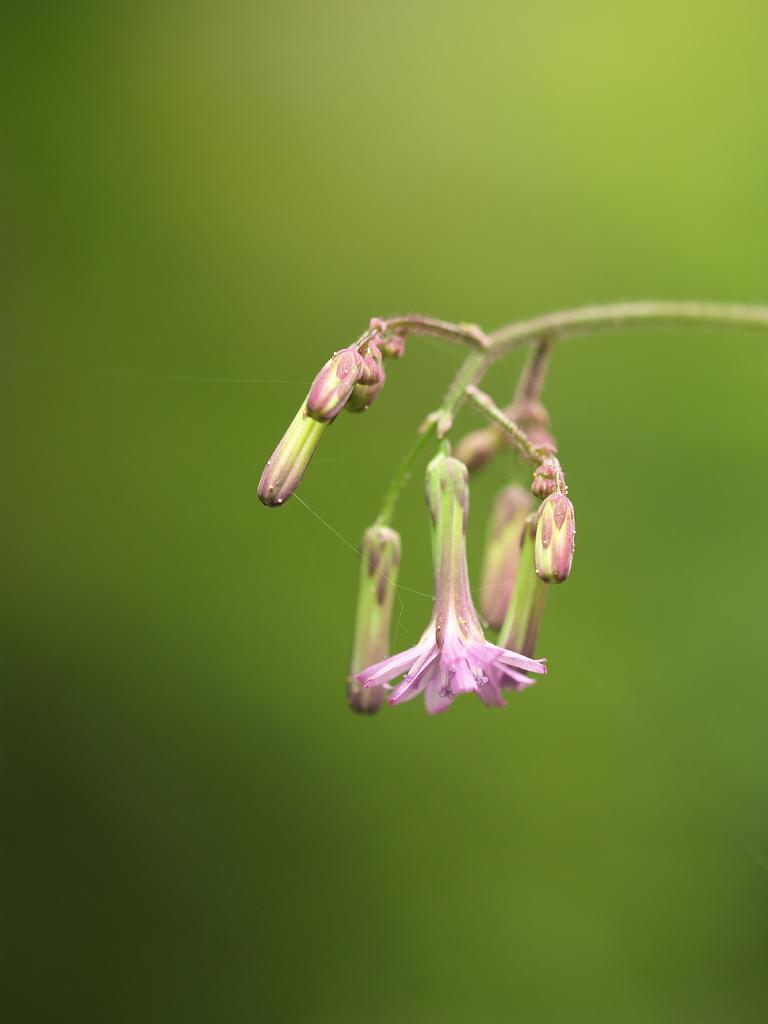
花序の側枝の先端部分
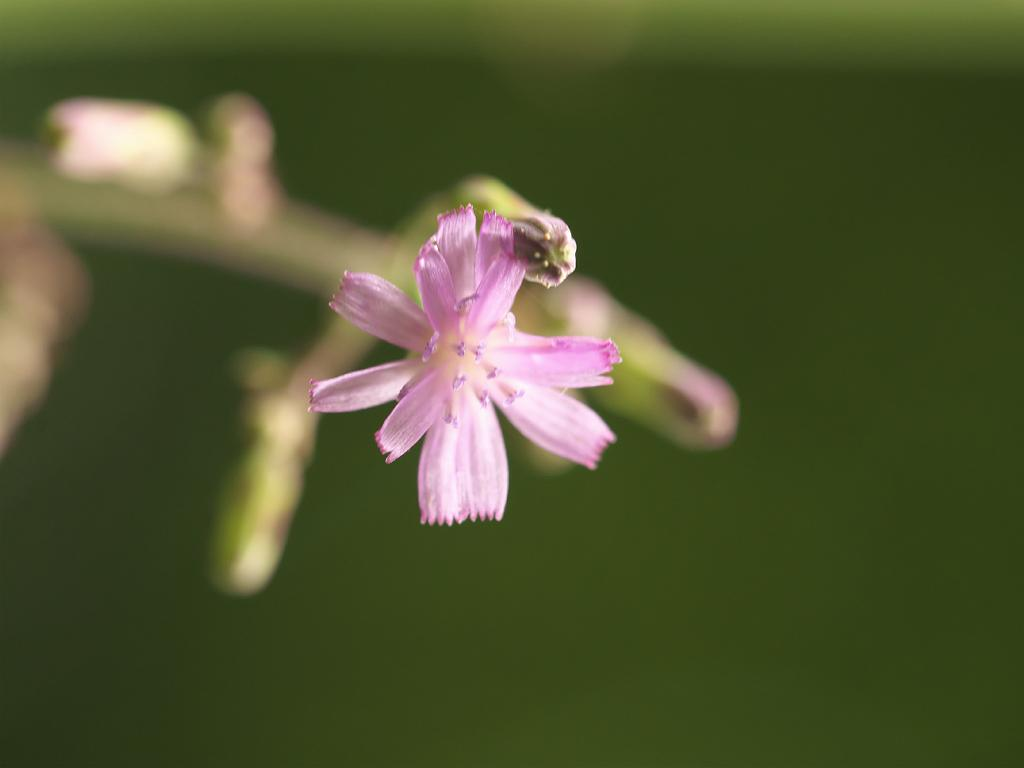
開花中の頭花を下から見たところ

## 分布と生育環境
日本では本州、四国、九州に分布し、国外では中国の中部と台湾から知られる。
山地に生える。山林の縁に生える。

## 分類、類似種など
本種の属するムラサキニガナ属は中国中南部を中心に一部は東南アジアの大陸域にまで分布し、約10種があり、日本には本種1種のみが知られる。
ただし本種は以前にはアキノノゲシ属 Lactuca に含められていた。その際の学名は L. sorosia とされ、この属の中では異質なものと見られていたと言う。この属のものはおおむね黄色い花をつけるが、その中で本種のように紫の花をつけるのが以下の種である。
- S. sibirica エゾムラサキニガナ

この種は本種より花が大きくて頭花の径は3cm以上あり、花序も円錐花序という点では共通するが本種とは違って枝が横に伸び、花序の先端は平らに広がる。その他にも葉が披針形で葉柄がないなど、多くの点で異なる。また日本では北海道からのみ知られている。

### 種内変異
花柄に腺毛があるものを変種のケムラサキニガナ var. pilipes という。ただしこの変種は佐竹他(1981)では太字で記されているが、大橋他編(2017)では『個体変異に過ぎない』として区別する必要なし、との判断が示されている。その上にこの書では本種の基準標本にも花柄に毛がある旨まで記されており、打ち消す気満々のようである。

## 保護の状況
環境省のレッドデータブックでは取り上げられておらず、県別では群馬県で絶滅危惧I類、山形県と長野県で絶滅危惧II類、福島県で準絶滅危惧の指定があり、また鹿児島県では分布特性上重要な種として取り上げられている。それぞれ分布域の端っこでの指定と思われる。